# I Want You to Want Me
I Want You to Want Me is een nummer van de Amerikaanse rockband Cheap Trick, oorspronkelijk uit 1977. Het is de eerste single van hun tweede studioalbum In Color.

## Achtergrond
De originele versie van "I Want You to Want Me" uit 1977 werd nergens een succes, behalve in Japan. Daar haalde de plaat zelfs de nummer 1-positie. Dit succes, en ook het succes van hun volgende single Clock Strikes Ten, maakten de weg vrij voor Cheap Tricks concerten in de Nippon Budokan in Tokio. Van dit concert verscheen vervolgens een livealbum, genaamd Cheap Trick at Budokan. Op dit album staat de liveversie van "I Want You to Want Me", die in april 1979 op single werd uitgebracht. Deze liveversie werd wél een hit in Noord-Amerika, Europa en opnieuw Japan. In Cheaptricks' thuisland de Verenigde Staten  behaalde deze versie de 7e positie in de Billboard Hot 100. In Canada werd de 2e positie bereikt, in Japan wederom de nummer 1-positie, Duitsland de 18e en in het Verenigd Koninkrijk de 29e positie in de UK Singles Chart.
In Nederland was de plaat op vrijdag 13 april 1979 Veronica Alarmschijf op Hilversum 3 en werd een gigantische hit in de destijds drie landelijke hitlijsten op de nationale publieke popzender. De plaat bereikte in zowel de Nederlandse Top 40,
Nationale Hitparade als de TROS Top 50 de nummer 1-positie. In de Europese hitlijst op Hilversum 3, de TROS Europarade, werd de 11e positie bereikt.
In België bereikte de plaat de nummer 1-positie in zowel de voorloper van de Vlaamse Ultratop 50 als de Vlaamse Radio 2 Top 30. In Wallonië werd géén notering behaald.
Sinds de allereerste editie in december 1999 staat de liveversie van de plaat onafgebroken genoteerd in de jaarlijkse NPO Radio 2 Top 2000 van de Nederlandse publieke radiozender NPO Radio 2, met als hoogste notering een 572e positie in 2000.

## Hitnoteringen

### Nederlandse Top 40
| Hitnotering: 21-04-1979 t/m 07-07-1979 | Hitnotering: 21-04-1979 t/m 07-07-1979 | Hitnotering: 21-04-1979 t/m 07-07-1979 | Hitnotering: 21-04-1979 t/m 07-07-1979 | Hitnotering: 21-04-1979 t/m 07-07-1979 | Hitnotering: 21-04-1979 t/m 07-07-1979 | Hitnotering: 21-04-1979 t/m 07-07-1979 | Hitnotering: 21-04-1979 t/m 07-07-1979 | Hitnotering: 21-04-1979 t/m 07-07-1979 | Hitnotering: 21-04-1979 t/m 07-07-1979 | Hitnotering: 21-04-1979 t/m 07-07-1979 | Hitnotering: 21-04-1979 t/m 07-07-1979 | Hitnotering: 21-04-1979 t/m 07-07-1979 | Hitnotering: 21-04-1979 t/m 07-07-1979 |
| Week                                   | 1                                      | 2                                      | 3                                      | 4                                      | 5                                      | 6                                      | 7                                      | 8                                      | 9                                      | 10                                     | 11                                     | 12                                     |                                        |
| -------------------------------------- | -------------------------------------- | -------------------------------------- | -------------------------------------- | -------------------------------------- | -------------------------------------- | -------------------------------------- | -------------------------------------- | -------------------------------------- | -------------------------------------- | -------------------------------------- | -------------------------------------- | -------------------------------------- | -------------------------------------- |
| Nummer                                 | 27                                     | 14                                     | 7                                      | 2                                      | 1                                      | 1                                      | 2                                      | 3                                      | 7                                      | 11                                     | 21                                     | 29                                     | uit                                    |

### Nationale Hitparade
| Hitnotering: 21-04-1979 t/m 21-07-1979 | Hitnotering: 21-04-1979 t/m 21-07-1979 | Hitnotering: 21-04-1979 t/m 21-07-1979 | Hitnotering: 21-04-1979 t/m 21-07-1979 | Hitnotering: 21-04-1979 t/m 21-07-1979 | Hitnotering: 21-04-1979 t/m 21-07-1979 | Hitnotering: 21-04-1979 t/m 21-07-1979 | Hitnotering: 21-04-1979 t/m 21-07-1979 | Hitnotering: 21-04-1979 t/m 21-07-1979 | Hitnotering: 21-04-1979 t/m 21-07-1979 | Hitnotering: 21-04-1979 t/m 21-07-1979 | Hitnotering: 21-04-1979 t/m 21-07-1979 | Hitnotering: 21-04-1979 t/m 21-07-1979 | Hitnotering: 21-04-1979 t/m 21-07-1979 | Hitnotering: 21-04-1979 t/m 21-07-1979 | Hitnotering: 21-04-1979 t/m 21-07-1979 |
| Week                                   | 1                                      | 2                                      | 3                                      | 4                                      | 5                                      | 6                                      | 7                                      | 8                                      | 9                                      | 10                                     | 11                                     | 12                                     | 13                                     | 14                                     |                                        |
| -------------------------------------- | -------------------------------------- | -------------------------------------- | -------------------------------------- | -------------------------------------- | -------------------------------------- | -------------------------------------- | -------------------------------------- | -------------------------------------- | -------------------------------------- | -------------------------------------- | -------------------------------------- | -------------------------------------- | -------------------------------------- | -------------------------------------- | -------------------------------------- |
| Nummer                                 | 41                                     | 8                                      | 2                                      | 1                                      | 1                                      | 1                                      | 2                                      | 2                                      | 2                                      | 6                                      | 13                                     | 26                                     | 31                                     | 39                                     | uit                                    |

### NPO Radio 2 Top 2000
| Nummer met noteringen in de NPO Radio 2 Top 2000 | '99 | '00 | '01 | '02 | '03 | '04 | '05 | '06 | '07 | '08 | '09  | '10  | '11  | '12  | '13  | '14  | '15  | '16 | '17  | '18  | '19  | '20  | '21  | '22  |
| ------------------------------------------------ | --- | --- | --- | --- | --- | --- | --- | --- | --- | --- | ---- | ---- | ---- | ---- | ---- | ---- | ---- | --- | ---- | ---- | ---- | ---- | ---- | ---- |
| I Want You to Want Me                            | 677 | 572 | 738 | 903 | 813 | 703 | 940 | 832 | 814 | 778 | 1187 | 1193 | 1300 | 1225 | 1239 | 1068 | 1067 | 871 | 1001 | 1503 | 1465 | 1612 | 1664 | 1834 |

1. ↑  Een vetgedrukt getal geeft de hoogste notering aan.
2. ↑  Deze tabel is bijgewerkt tot en met de laatste editie (2024).